# Porțile
Porțile este un film românesc din 1975 regizat de Ervin Szekler.